# Kim Jung Gi
Kim Jung Gi fou un dibuixant sud-coreà nascut el 1975 a Goyang-Si, a la província de Kyongki-Do. Fou el dibuixant de Spy games i un dels artistes convidats al Festival del Còmic d'Angulema del 2015. Va morir el 3 d'octubre de 2022 a l'aeroport de Roissy de París, a conseqüència d'un infart de miocardi.